# Kableșkovo, Kărdjali
Kableșkovo (în bulgară Каблешково) este un sat în comuna Cernoocene, regiunea Kărdjali,  Bulgaria. 

## Demografie
Componența etnică a satului Kableșkovo
     Turci (98,03%)
     Nicio identificare (1,96%)
     Altele (0%)
La recensământul din 2011, populația satului Kableșkovo era de 204 locuitori. Din punct de vedere etnic, majoritatea locuitorilor (98,03%) erau turci. Pentru 1,96% din locuitori nu este cunoscută apartenența etnică.